# Zalesie (gmina Niemce)
Zalesie – wieś w Polsce położona w województwie lubelskim, w powiecie lubelskim, w gminie Niemce. Leży przy drodze krajowej numer 19 nad rzeką Ciemięgą.
W latach 1975–1998 miejscowość należała administracyjnie do województwa lubelskiego.
Wieś stanowi sołectwo gminy Niemce. Według Narodowego Spisu Powszechnego z roku 2011 wieś liczyła 427 mieszkańców.
Wierni Kościoła rzymskokatolickiego należą do parafii św. Ignacego Loyoli i św. Piotra i Pawła w Niemcach.